# Can Compte (Granollers)
Can Compte és una casa de Granollers (Vallès Oriental) protegida com a Bé Cultural d'Interès Local.

## Descripció
Es tracta d'un edifici cantoner de grans dimensions que consta de planta baixa i dues plantes pis i golfa amb coberta de teula àrab. L'edifici original data del segle xvi. A la dècada de 1970 va patir una important reforma. Del segle xvi conserva tres finestres de traça renaixentista a la primera planta i la coronella de la segona. També hi ha algun finestral gòtic.

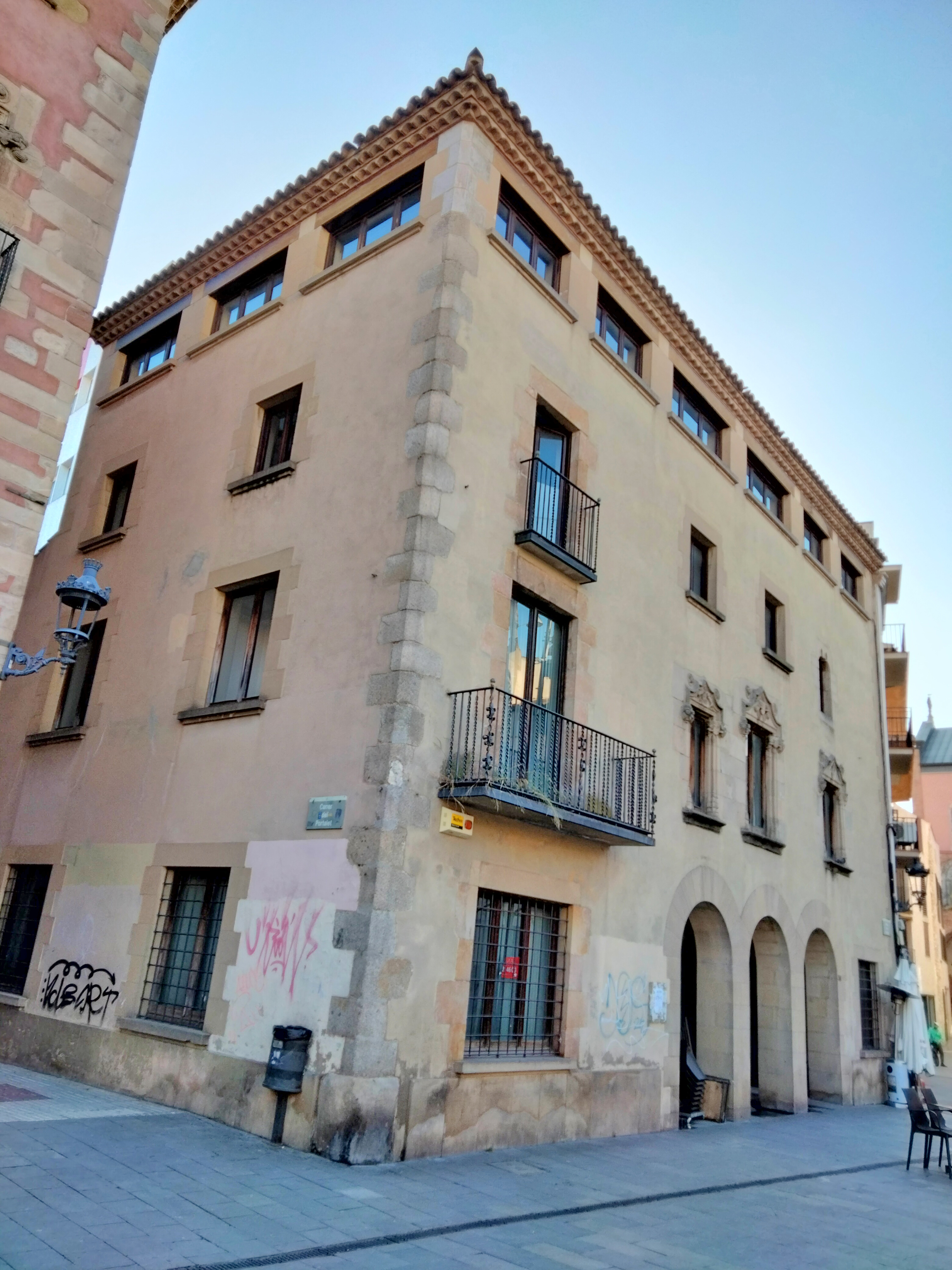
Cantonada amb el carrer del Portalet

A la part central de la planta baixa hi ha tres portes d'arc de mig punt. A banda i banda d'aquestes hi ha dues finestres. Al primer pis trobem un balcó a l'esquerra i tres finestres renaixentistes. Al segon pis les obertures són més petites, tant el balcó com les finestres. Per acabar, a les golfes hi trobem un seguit de finestres apaïsades.